# Uardana
Uardana (en rifeño: Iwardenen, ⵉⵡⴰⵔⴷⴻⵏⴻⵏ; en árabe: وردانة‎, en francés: Ouardana) es una comuna marroquí de la provincia de Driuch, en la región Oriental. Desde 1912 hasta 1956 perteneció a la zona norte del Protectorado español de Marruecos.